# Leib Weissberg
Leib Weissberg (Probuzina, Poljska, 9. siječnja 1893. – Jasenovac 1942.) bio je slavonskobrodski rabin ubijen tijekom Holokausta.
Weissberg je rođen u Galiciji 9. siječnja 1893. u židovskoj obitelji; roditelji su mu bili Seide i Ehaja (rođ. Ringel) Weissberg. Bio je oženjen Adelom (rođ. Taubes) Weissberg, i imali su dva sina: Samuela (rođ. 25. travnja 1933.) i Saadia (rođ. 28. prosinca 1936), oba rođena u Slavonskom Brodu. Weissberg se školovao na rabinskom seminaru 
"Israelitisch-theologische Lehranstalt Vienna" u Beču. Uopće se nije služio hrvatskim jezikom kada je sa svojom suprugom preselio u Slavonski Brod, ali ga je brzo savladao. Weissberg je bio rabin Slavonskobrodske sinagoge sve do Drugog svjetskog rata. Njegova supruga ga je često mijenjala na satovima religije. Oboje su bili aktivni članovi "Židovske općine Slavonski Brod". Weissberg i njegova obitelj deportirani su u Sabirni logor Jasenovac gdje je on iste godine i ubijen. 3. studenoga 1994. otkrivena je spomen-ploča na mjestu gdje je stajala brodska sinagoga. Weissberg je bio zadnji rabin u Slavonskom Brodu do današnjeg dana.